# قطبا فلك البروج
في علم الفلك، قطبا فَلَك البروج أو قطبا دائرة الكسوف هما نقطتا تقاطع الكرة السماوية ومحور عمودي على مستوي فلك البروج ويمر عبر مركز الأرض.
حاليًا، يقع القطب الشمالي البروجي في كوكبة التنين بالقرب من مجرة NGC 6552 وسديم عين القط مطلعه المستقيم 18سا (أي 270 درجة) وميله +66° 34′. يقع القطب الجنوبي البروجي في كوكبة أبو سيف بالقرب من سحابة ماجلان الكبرى، مطلعه المستقيم 6سا وميله -66° 34′.
يشكل محور الأقطاب السماوية ومحور أقطاب فلك البروج زاوية قدرها 23 درجة و 26 دقيقة قوس. بسبب المبادرة المحورية، يرسم محور القطبين السماويين مخروطًا حول قطبي فلك البروج بفترة تقارب 25800 سنة.
| يقع القطب الشمالي لفلك البروج في كوكبة التنين | يقع القطب الجنوبي لفلك البروج في كوكبة أبو سيف |